# Denis Yakubovich
Denis Yakubovich (tiếng Belarus: Дзяніс Якубовіч; tiếng Nga: Денис Якубович; sinh 31 tháng 3 năm 1988) là một cầu thủ bóng đá Belarus hiện tại thi đấu cho Torpedo Minsk.